# Рудный (ручей)
Рудный (укр. Рудний) — река в Самборском районе Львовской области Украины. Левый приток реки Млиновка (бассейн Днестра).
Длина реки 10 км, площадь бассейна 14,8 км². Русло слабоизвилистое, в нижнем течении выпрямленное и обвалованное. Пойма двусторонняя, местами заболоченная. В среднем течении сооружены пруды.
Истоки реки расположены к северо-западу от города Самбор, между сёлами Дубровка и Бисковичи. Течёт преимущественно на северо-восток. Впадает в Млиновку западнее села Бабина.